# 柴田常恵
柴田 常恵（しばた じょうえ、1877年〈明治10年〉7月18日 - 1954年〈昭和29年〉12月1日）は、日本の考古学者。慶應義塾大学講師・文化財専門審議会委員などを歴任。

## 生涯
1877年、愛知県春日井郡大曽根村（現・名古屋市東区）の浄土真宗・瑞忍寺の住職の三男として生まれた。1897年に上京し、苦学しながら私立真宗東京中学高等科に入り、さらに私立郁文館内の史学館で歴史学を学んだ。この頃、坪井正五郎の講演を聴き、考古学に興味を持ったという。1902年に東京帝国大学雇となり、理学部人類学教室に勤務し、1906年には理科大学助手となった。坪井を助け、『東京人類学雑誌』の編輯にあたり、各地の遺跡・遺物の調査に従事した。
1919年に史跡名勝天然紀念物法が公布され、史跡名勝天然紀念物を内務省が所轄することになったことにより、その翌年から嘱託に任命され、考査員として関与することになる。その後、慶應義塾大学講師となり、1936年に日吉矢上古墳、1937年には加瀬白山古墳の発掘調査などに関係した。戦後は、1950年より文化財専門審議会委員を務めた。1954年12月1日、脳溢血のため死去。77歳没。

## 研究内容・業績
- 柴田の研究分野は多岐にわたるが、特に歴史考古学にあったと言える[9]。寺院出身であり仏教上の教理・教典に明るく、仏教考古学は得意な領域であった。
- 1929年には埼玉郷土会を設け、雑誌『埼玉史談』を刊行し、その顧問となった。

### 評価
- 大場磐雄は柴田の業績を評して「全体に地味で学会を驚かしたという論著は少ない」が、大正末年頃から指導を受け、学問の師として尊敬の念に変わりはない、と書き残している[9]。

## 著作

### 単著
- 『仏像綜鑒』右文館、1920年4月。 NCID BA53112516。全国書誌番号:43030850。
- 大場磐雄 編『柴田常恵集』築地書館〈日本考古学選集 12〉、1971年11月。 NCID BN02042266。全国書誌番号:73013615。

### 編集
- 『筑後石人写真集』尚古出版社、1912年8月。 NCID BA34616614。全国書誌番号:43033624。
- 『国幣大社大山祇神社大鑑』大山祇神社、1923年1月。 NCID BN16009939。全国書誌番号:43034739。

### 共著
- 柴田常恵、矢吹活禅『愛知の史蹟名勝』三明社、1927年12月。 NCID BB25663574。全国書誌番号:46076407。
- 柴田常恵、谷川磐雄『石器時代の住居阯』雄山閣〈考古学研究録 第1輯〉、1927年9月。 NCID BA46481691。全国書誌番号:61012115。
- 柴田常恵、高橋城司『群馬の史蹟名勝』三明社、1928年7月。 NCID BA3523662X。全国書誌番号:46084243。
- 柴田常恵、保坂三郎『日吉矢上古墳』慶應出版社、1943年9月。 NCID BN07772302。
  - 柴田常恵、保坂三郎 著、三田史学会 編『日吉矢上古墳』名著普及会、1985年3月。 NCID BN05648390。全国書誌番号:92063485。

### 共編
- 斉藤隆三、柴田常恵 編『中尊寺総鑑』大塚巧芸社、1925年3月。 NCID BN11524519。全国書誌番号:43003351。
- 久保, 得二、西山, 栄久、柴田, 常恵 編『東洋歴史大辞典』同文館、1905年1月。 NCID BN08377948。

### 撮影
- 國學院大學日本文化研究所学術フロンティア推進事業「劣化画像の再生活用と資料化に関する基礎的研究」プロジェクト 編『柴田常恵写真資料目録 國學院大學学術フロンティア構想』 1巻、國學院大學日本文化研究所〈國學院大學学術フロンティア構想〉、2004年1月。ISBN 9784905853107。 NCID BA65790886。全国書誌番号:20564536。
- 國學院大學日本文化研究所学術フロンティア推進事業「劣化画像の再生活用と資料化に関する基礎的研究」プロジェクト 編『柴田常恵写真資料目録 國學院大學学術フロンティア構想』 2巻、國學院大學日本文化研究所〈國學院大學学術フロンティア構想〉、2006年2月。 NCID BA65790886。全国書誌番号:21055760。